# Aquanor
Aquanor est un centre aquatique public à l'île de La Réunion situé à Saint-Denis dans le quartier de Champ Fleuri. Il a ouvert en décembre 2014. 

## Installations et prestations
Aquanor est un parc aquatique proposant plusieurs espaces comme des toboggans, des jacuzzis et un bassin. Plusieurs activités sont proposées, comme des cours collectifs.
Deux mois après son ouverture, le parc a accueilli 70 000 personnes soit environ 300 à 400 personnes par jour.

## Annexe